# Catacore subobscura
Catacore subobscura är en fjärilsart som beskrevs av Friedrich Wilhelm Niepelt 1935. Catacore subobscura ingår i släktet Catacore och familjen praktfjärilar. Inga underarter finns listade i Catalogue of Life.